# معضلة جاكسون (رواية)
معضلة جاكسون (بالإنجليزية: Jackson's Dilemma)‏ هي رواية للكاتبة البريطانية آيريس مردوك، نشرت عام 1995، لأول مرة عن دار نشر تشاتو آند ويندوس.